# Игарка (порт)
Ига́рка — российский арктический морской порт, расположенный на берегу Игарской протоки Енисея. Находится на территории города Игарки Красноярского края.
Является самым южным портопунктом на Енисее (685 км от устья), куда могут заходить океанские суда. Основная специализация Игарского порта — перевалка лесо- и пиломатериалов для отправки на экспорт.

## История
С 1924 года для перевалки леса на Енисее действовала пристань Усть-Порт, однако небольшая акватория и невозможность укрытия судов от штормов вынудило искать более подходящее место. В 1927 году Севморпутём было определено более удобное местоположение нового морского порта, защищённого от ледоходов и максимально приближённого к местам лесозаготовок — на Игарской протоке шириной до 0,5 км и длиной около 10 км. Решение о строительстве порта Игарка было принято 15 июня 1928 года постановлением Совета труда и обороны СССР. В навигацию того же года на новом месте было успешно проведены опытные погрузо-разгрузочных операций между речными и морскими судами. В 1932 году из порта Игарка было вывезено 55 тыс. м³ леса и более 23 тыс. т графита. Ещё через два года был сдан в эксплуатацию новый капитальный двухсотметровый причал. В послевоенное грузооборот порта Игарка резко возрос, вследствие чего в 1957 году были начаты работы по реконструкции и расширению причалов. В 1980-х гг. порт обрабатывал более 1,25 млн м³ пиломатериалов, мощности морского порта позволяли обслуживать сразу 25 крупнотоннажных кораблей.
В постсоветское время, как и везде на Севере, морской порт пришёл в упадок. Некоторый подъём начался с середины 2000-х гг. с началом поставок через Игарку промышленного оборудования для освоения Ванкорского нефтегазового месторождения.

## Описание порта
Является самым южным портопунктом на Енисее 685 км от устья, куда могут заходить морские и океанские суда. Основная специализация Игарского порта — перевалка лесо- и пиломатериалов для отправки на экспорт.
Период летней навигации в порту приходится на июнь—сентябрь (октябрь).
В порту имеется 4 береговых причала (в том числе пассажирский) общей длиной 580 м и 12 рейдовых причалов общей длиной 1800 м. Принимаемые суда могут иметь осадку до 8 м.
В порту действуют 5 высокопортальных плавкранов «Ganz» грузоподъёмностью от 5 до 16 тонн, 3 плавкрана КПЛ грузоподъёмностью 5 тонн, 6 буксиров мощностью от 300 до 1200л. с. для производства рейдо-маневровых работ.
Игарский порт в период летней навигации в районе Губинской протоки с помощью барж осуществляет разработку водных месторождений песчано-гравийной смеси.
| Грузооборот, тыс. т | Грузооборот, тыс. т | Грузооборот, тыс. т | Грузооборот, тыс. т | Грузооборот, тыс. т | Грузооборот, тыс. т | Грузооборот, тыс. т |
| 2003                | 2004                | 2005                | 2006                | 2007                | 2008                |                     |
| ------------------- | ------------------- | ------------------- | ------------------- | ------------------- | ------------------- | ------------------- |
| 55,6                | ▼0                  | ▲49                 | ▼36,6               | ▲59,2               | ▼58,9               |                     |

## Железнодорожные проекты

Карта Трансполярной магистрали с указанием построенных участков

В 1947—1953 годах велось строительство Трансполярной магистрали, но стройка была остановлена. В 1964 годах на построенных участках рельсы были демонтированы. В 2020-х годах обсуждается возобновление строительства железной дороги как восточного плеча Северного широтного хода.
Рассматривалась возможность строительства железной дороги Лесосибирск — Игарка протяженностью 1050 км вдоль Енисея.